# 1362 w polityce

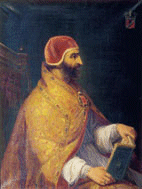
Innocenty VI

Wydarzenia polityczne w 1362 roku.

## Zmarli
- 12 września Innocenty VI, papież[1].